# Жуков, Виталий Александрович
Виталий Александрович Жуков — советский хозяйственный, государственный и политический деятель.

## Биография
Родился в 1926 году в деревне Рукавишниково. Член КПСС.
В 1943—1987 гг. — слесарь Кузинского судоремонтного завода в Великом Устюге Вологодской области, штурман на судах Северного речного пароходства в Архангельске, конструктор в КБ, председатель завкома Кузинского судоремонтного завода, заведующий промышленно-транспортным отделом, секретарь, второй секретарь Великоустюгского горкома КПСС, директор Великоустюгского судоремонтного завода, первый секретарь Великоустюгского горкома КПСС, первый секретарь Вологодского горкома КПСС, секретарь Вологодского обкома КПСС.
Делегат XXIV съезда КПСС.
Умер в Вологде в 2000 году.